# 白库尼
白库尼（1961年—），印度尼西亚连环杀手，曾肢解并性虐待了数名男童。

## 生平
白库尼生于中爪哇省马格朗，父亲是一位贫穷的农民。白库尼小时经常不上课，被人嘲笑为“傻瓜”。因不堪侮辱，白库尼决定永久离开学校，去往雅加达。白库尼住在Banteng广场，有一天他被暴徒鸡奸。这段经历使他产生了恋童癖和恋尸癖的倾向。

## 谋杀
自1993年起，白库尼开始强奸4至14岁的流浪儿童。直到9岁的Ardiansyah失踪后，受害者的父母决定报警，白库尼终于于2010年1月9日在东雅加达Gang Haji Dalim清真寺的住所内被捕。Ardiansyah的躯干于2010年1月8日被发现，头颅则于一天后被发现。

## 审判
白库尼于2010年10月6日被雅加达东区法院判处无期徒刑。他向雅加达高级法院上诉后被改判死刑。他的律师对高级法院的判决提出上诉，被驳回。法院认定白库尼犯有杀害14名男孩并肢解其中4人的罪行。